# 横尾和子
横尾 和子（よこお かずこ、1941年4月14日 - ）は、日本の厚生官僚。第26代社会保険庁長官、元最高裁判所判事（在任期間：2001年12月19日 - 2008年9月10日、日本で歴代2人目の女性最高裁判事）。

## 来歴・人物
東京都出身。東京学芸大学附属高等学校を経て、国際基督教大学在学中に福祉施設でアルバイトをした際に予算が少ないことを感じたことをきっかけに厚生省に関心を持ち、国家公務員採用上級試験を受験して合格する。大学卒業後の1964年、旧厚生省に入省。なお、この年（1964年）に入省した女性の上級職採用者は、労働省の松原亘子（のち女性初の事務次官）、通産省の伊藤よし子（のち蒲よし子、夭折）ら数えるほどだった。同省大臣官房政策課長、大臣官房審議官、老人保健福祉局長等を歴任。1994年から社会保険庁長官を務め、基礎年金番号導入に参画した。
社会保険庁長官時、年金を給付するかどうかの審査をする係長が、架空の障害者を作り、1179万円を横領した事件が発生。しかし、社会保険庁長官であるにもかかわらず、告発する権限を有しながら放置したことが問題になった。
社会保険庁長官を退任後、1998年より駐アイルランド特命全権大使としてアイルランドに駐在。2001年、60歳の時に最高裁判所裁判官に任命され、第一小法廷に所属。2008年9月4日、任期を2年7ヶ月残して依願退官を申し出て、9月10日に退官した。退官理由は「在任期間が現職判事で最も長く、事件処理上の区切りもついた」ためとしている。
年金記録問題で社会保険庁長官退任時に受け取った退職金を返還したかどうかについては、今日に至るまで公表していない。
2008年11月に発生した元厚生事務次官宅連続襲撃事件では元厚生事務次官を襲撃した二つの事件後に横尾とその家族を襲撃する第三の事件の計画があったとして、その犯人は殺人予備罪で起訴された。

## 経歴
- 東京学芸大学附属高等学校を経て、国際基督教大学教養学部入学[1]
- 1963年 - 国家公務員採用上級試験合格
- 1964年 - 国際基督教大学教養学部卒業[1]
- 同年 厚生省入省[1]
- 1978年12月1日 - 厚生省大臣官房統計情報部情報企画課長[注釈 2]
- 1980年6月6日 - 厚生省児童家庭局母子福祉課長[1]
- 1982年8月27日 - 厚生省医務局医事課長[1]
- 1984年7月1日 - 厚生省健康政策局医事課長[1]
- 1985年8月27日 - 厚生省保健医療局企画課長[1]
- 1986年6月13日 - 厚生省年金局企画課長[1]
- 1988年6月7日 - 厚生省大臣官房政策課長
- 1990年6月29日 - 厚生省大臣官房審議官（医療保険・老人保健福祉担当）
- 1992年7月1日 - 厚生省老人保健福祉局長
- 1994年9月2日 - 社会保険庁長官
- 1996年7月2日 - 退職
- 1996年 - 医薬品副作用被害救済・研究振興調査機構理事長
- 1997年10月15日 - 同理事長再任
- 1998年11月5日 - 駐アイルランド特命全権大使
- 2001年12月14日 - 依願免官
- 2001年12月19日 - 最高裁判所判事
- 2008年9月10日 - 依願退官

## 裁判

### 大法廷での姿勢
- 2005年9月11日に行われた衆議院議員総選挙の小選挙区の区割規定は、憲法14条1項等に反するか：反対意見（違憲）
- 衆議院議員小選挙区選出議員選挙について候補者届出政党所属候補者と無所属候補者に対する選挙運動の差異を設けることは、憲法14条1項等に反するか：反対意見（違憲）
- 鉄道の連続立体交差化に当たり付属街路を設置することを内容とする都市計画事業の事業地の周辺住民が同事業の認可の取消訴訟の原告適格を有しないとされた事例（最大判平成17年12月7日民集59-10-2645）：反対意見（積極）
- 婚外子国籍訴訟（国籍法3条1項が、日本国民である父と日本国民でない母との間に出生した後に父から認知された子につき，父母の婚姻により嫡出子たる身分を取得した場合に限り日本国籍の取得を認めていることにより国籍の取得に関する区別を生じさせていることは、遅くとも平成17年当時において，憲法14条1項に違反するとされた事例）:反対意見（同条項は合憲である）

### 小法廷での姿勢
最判平成17年4月21日判時1895-50
私立学校教職員共済法に基づく私立学校教職員共済制度の加入者で同法に基づく退職共済年金の受給権者の男が重婚的内縁関係にあった場合に、遺族共済年金の支給を受けるべき配偶者に当たるのは内縁の妻であるとした事例
最判平成19年3月8日民集61-2-518
厚生年金保険の被保険者であった叔父と内縁関係にあった姪が厚生年金保険法に基づき遺族厚生年金の支給を受けることのできる配偶者に当たるとされた事例
石橋産業手形詐欺事件
最高裁第一小法廷（横尾和子裁判長）で田中森一の上告を棄却する決定を下す。同決定に対する異議申立て（刑訴法414条、386条2項、385条2項）も棄却した。これにより、2審の東京高裁判決が確定（懲役3年）されることとなった。
池袋通り魔殺人事件
2007年4月、最高裁第一小法廷（横尾和子裁判長）で上告棄却の判決を下す。これにより、死刑判決が確定した。